# Крізь моє вікно
«Крізь моє вікно» (ісп. A través de mi ventana, англ. Through My Window) — іспанський підлітковий романтичний фільм 2022 року режисера Марсаля Фореса за сценарієм Едуарда Сола та однойменним романом Аріани Годой. У фільмі зіграли Хуліо Пенья, Клара Галле та Пілар Кастро. Він вийшов на Netflix 4 лютого 2022 року.

## Синопсис
Ракель давно закохана у свого сусіда, і нарешті він починає відповідати їй взаємністю, але на перепоні в них — його родина.

## Актори та персонажі
| Актор              | Роль          |
| ------------------ | ------------- |
| Хуліо Пенья        | Арес          |
| Клара Галле        | Ракель        |
| Пілар Кастро       | Роза Марія    |
| Уго Арбуес         | Аполон        |
| Рейчел Ласкар      | Софія Ідальго |
| Ерік Масіп         | Артеміс       |
| Наталія Азахара    | Даніела       |
| Гільєрмо Лашерас   | Йоші          |
| Марія Казальс      | Марко         |
| Люсія де ла Пуерта | Семі          |
| Емілія Лазо        | Клаудія       |

## Український дубляж
- Єлизавета Зіновенко — Ракель
- Захар Клименко — Арес
- Юліан Грицевич — Йоші
- В'ячеслав Дудко — Артеміс
- Олександр Солодкий — Аполон
- Альбіна Сотнікова — Тері
- Анна Кошмал — Даніела
- Роман Солошенко — Хуан
- Ірина Швайківська — Софія
- Катерина Трубенок — Клаудія
- Олександр Норчук — вчитель
- Катерина Петрашова — Андреа
- А також: Віталій Гордієнко, Уляна Салій, Владислав Каращук, Андрій Кравчук, Євгеній Сардаров

Фільм дубльовано студією «Postmodern» на замовлення компанії «Netflix» у 2022 році.
- Перекладач — Ірина Гвозденко
- Режисер дубляжу — Аліса Гур'єва
- Звукорежисер — Маргарита Більченко
- Звукорежисер перезапису — Богдан Єрьоменко
- Менеджер проєкту — Наталія Терещак

## Оцінки та відгуки
Джаніре Сурбано з Cinemanía оцінила фільм на 2 зірки з 5, враховуючи, що в ньому зображено «секс, спроби розширення прав і можливостей жінок і ті самі старі токсичні кліше».

## Продовження
У лютому 2022 року Netflix повідомила про розробку двох сиквелів, пізніше оголосивши назву першого — Крізь моє вікно: Розділені морем, за участі акторів Андреа Чапарро, Івана Лападула та Карла Тоуса.